# Parafia św. Marii Magdaleny w Dąbrowie Górniczej
Parafia pw. św. Marii Magdaleny w Dąbrowie Górniczej – rzymskokatolicka parafia w dzielnicy Ząbkowice, w diecezji sosnowieckiej, dekanacie dąbrowskim – Najświętszego Serca Pana Jezusa. Erygowana 23 września 1985, wyłączona z parafii Zesłania Ducha Świętego.

## Historia
26 sierpnia 1983 biskup częstochowski dr Stefan Bareła zlecił ks. prefektowi Ireneuszowi Kajdasowi zorganizowanie ośrodka duszpastersko-katechetycznego w dzielnicy Antoniów (Bielowizna). 14 listopada 1983 z inicjatywy proboszcza Tadeusza Horzelskiego powołano wikariat terenowy z wikariuszem Kajdasem i rozpoczęto budowę tymczasowej kaplicy. Dekretem z 12 września 1985 r. ordynariusz diecezji częstochowskiej biskup Stanisław Nowak z dniem 23 września 1985 roku erygował parafię pod wezwaniem Św. Marii Magdaleny w Dąbrowie Górniczej. 22 listopada 1986 r. biskup pomocniczy Mirosław Kołodziejczyk poświęcił Drogę Krzyżową. 15 września 1987 r. rozpoczęto budowę kościoła i pawilonu katechetycznego. W 1995, w budynku katechetycznym zamieszkali dwaj księża pracujący w parafii. W październiku 2000 r. odprawiono pierwsze nabożeństwa w nowej bocznej kaplicy, przy budynku plebanii. 16 grudnia 2001 biskup sosnowiecki Adam Śmigielski wmurował kamień węgielny w ściany nowego kościoła (kamień został poświęcony przez Jana Pawła II w czasie pielgrzymki do Ojczyzny w 1987 r.). Od sierpnia 2000 pracami kierował ks. proboszcz Marcel Magott. Świątynia została konsekrowana 10 października 2010 roku przez bp. Grzegorza Kaszaka.

## Proboszczowie
- ks. Ireneusz Kajdas (1985–2000)
- ks. Marcel Magott (od 2000)